# Timon pater
Espèce
Synonymes
- Lacerta ocellata pater Lataste, 1880

Statut de conservation UICN

 LC  : Préoccupation mineure
Timon pater est une espèce de sauriens de la famille des Lacertidae.

## Répartition
Cette espèce se rencontre dans le nord du Maroc, dans le nord de l'Algérie et dans le Nord de la Tunisie.

## Description

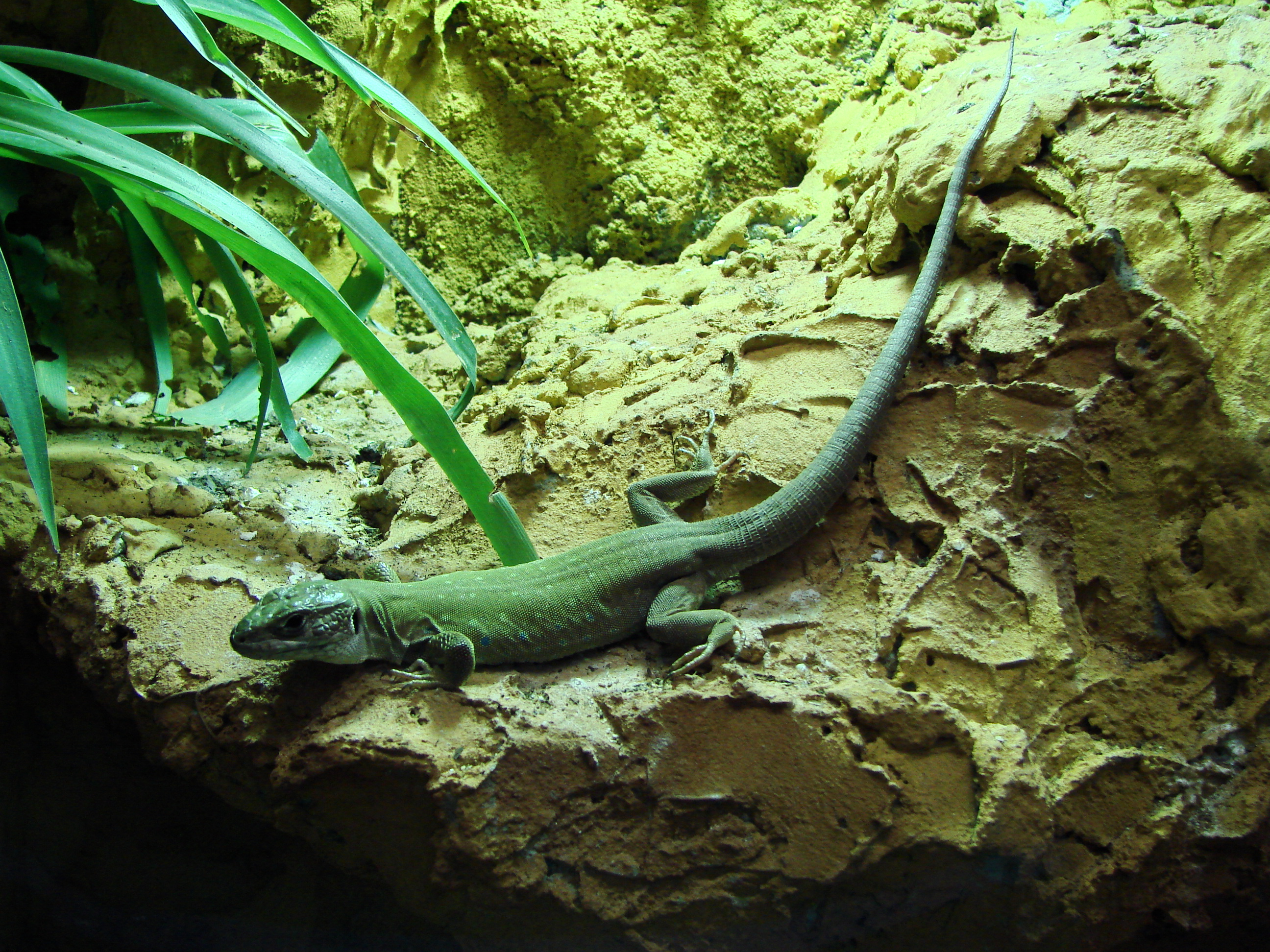
Timon pater

Cette espèce est terrestre et ovipare, les femelles pouvant pondre de 2 à 30 œufs. Elle se rencontre jusqu'à environ 2 000 m d'altitude dans les forêts méditerranéennes, les zones rocheuses, les plantations.

## Taxinomie
La sous-espèce Timon pater tangitana a été élevée au rang d'espèce.

## Publication originale
- Lataste, 1880 : Diagnoses de reptiles nouveaux d’Algérie. Le Naturaliste, vol. 1, no 39, p. 299, 306-307 (texte intégral).